# سرطان مثانه
سرطان مثانه یکی از انواع سرطان‌های سلول‌های پوششی است. سرطان مثانه دومین سرطان شایع دستگاه ادراری-تناسلی است. سن متوسط برای تشخیص سرطان مثانه ۶۵ سالگی است. میزان بروز سرطان مثانه در مردان بیشتر است. سرطان مثانه در سفیدپوستان بیش از سیاه‌پوستان مشاهده می‌شود. در ایران، مردان چهار برابر بیش‌تر از زنان به سرطان مثانه مبتلا می‌شوند.

## سبب‌شناسی
- سیگار کشیدن: خطر ایجاد کانسر مثانه در افراد سیگاری دو برابر افراد غیر سیگاری است.
- تماس‌های شغلی با مواد شیمیایی مانند رنگ‌های صنعتی، دودهٔ زغال‌سنگ، یا مواد شیمیایی مورد استفاده در لاستیک‌سازی، برخی رنگ‌ها یا منسوجات.
- تروما به اپی‌تلیوم مثانه ناشی از سنگ و عفونت‌های مکرر.
- داروها: سیکلوفسفامید یا پرتودرمانی در ناحیهٔ لگن.
- استفادهٔ بلند مدت از سوند جهت ادرار.
- آشامیدن آبی که حاوی میزان زیادی آرسنیک است.

## علایم و نشانه‌ها
- هماچوری یا خون ادراری
- کم‌خونی به علت از دست دادن خون به صورت مزمن
- علایم تحریکی ادرار: شامل تکرر ادرار، فوریت و سوزش ادرار
- کاهش وزن قابل توجه، دردهای استخوانی که در مراحل پیشرفته ایجاد می‌شوند

## انواع
سه نوع سرطان با توجه به نوع سلول‌های بدخیم (سرطانی) در سلول‌های پوشش دستگاه ادراری مثانه ایجاد می‌شوند:
1. کارسینوم سلول ترانزیشنال (Transitional Cell Carcinoma): سرطانی است که در سلول‌های موجود در درونی‌ترین لایهٔ پوشش دستگاه ادراری مربوط به مثانه ایجاد می‌شود. بیش‌تر سرطان‌های مثانه در این سلول‌های ارتجاعی ایجاد می‌شوند.
2. کارسینوم سلول سنگفرشی (Squamous Cell Carcinoma): سرطانی است که در سلول سنگفرشی ایجاد می‌شود، که سلول‌هایی ظریف و مسطح هستند که ممکن است پس از عفونت‌ها یا التهاب‌های بلندمدت، در پوشش دستگاه ادراری مثانه به‌وجود آیند.
3. آدنوکارسینوم (Adenocarcinoma): سرطانی است که در سلول‌های غده‌ای (Glandular) مثانه به‌وجود می‌آید. سلول‌های غده‌ای موجود در پوشش دستگاه ادراری مثانه، موادی مخاط مانند تولید می‌کنند.

## درمان
- جراحی
- شیمی‌درمانی
- ایمونو تراپی

بیمارانی که بعد از درمان با ب س ج دچار عود می‌شوند نسبت به درمان مقاوم‌تر هستند.
۴ شیوه درمان استانداردی که در حال حاضر مورد استفاده قرار می‌گیرد به شرح زیر است:

### جراحی
جراحی انواع مختلفی دارد که یکی از روش‌های آن ممکن است روی بیمار انجام شود:
- برداشت پیشاب‌راه با استفاده از جریان الکتریسیته (TUR): جراحی که در آن یک سیستوسکوپ (لوله روشن باریک) را از طریق مجرای ادرار وارد مثانه می‌کنند. ابزاری با حلقه سیمی کوچکی در انتهایش سپس برای برداشت سرطان یا سوزاندن تومور با جریان الکتریسیته بالا فعال می‌شود.
- سیستکتومی رادیکال: جراحی برای حذف مثانه و گره‌های لنفاوی و اندام‌های مجاور که سرطانی شده‌اند. این جراحی ممکن است زمانی انجام شود که سرطان مثانه به دیواره عضلات حمله کند یا وقتی‌که سرطان بخش زیادی از مثانه را درگیر کرده باشد. در مردان، اندام‌های مجاوری که برداشته می‌شوند، پروستات و کیسه‌های کوچک هستند. در زنان، رحم، تخمدان‌ها و بخشی از واژن برداشته می‌شود. گاهی اوقات، وقتی سرطان به خارج از مثانه گسترش پیدا می‌کند و نمی‌توان به‌صورت کامل آن را نابود کرد، جراحی تنها برای حذف مثانه ممکن است فقط نشانه‌هایی که منجر به سرطان شده‌اند را کاهش دهد. وقتی مثانه باید برداشته شود، جراح روش دیگری را برای خروج ادرار از بدن فرد ایجاد می‌کند.
- سیستکتومی جزئی: جراحی برای حذف بخشی از مثانه انجام می‌شود. این جراحی ممکن است برای بیمارانی که تومور درجه پایینی دارند که به دیواره مثانه آسیب‌زده‌است اما به همان ناحیه مثانه محدود شده‌است، انجام شود. ازآنجایی‌که تنها بخشی از مثانه برداشته می‌شود، بیماران بعد از بازیابی خود از جراحی، می‌توانند به‌طور معمول ادرارشان را دفع کنند.
- انحراف ادرار: جراحی برای ایجاد روشی جدید در بدن برای ذخیره‌سازی و سپس دفع ادرار انجام می‌شود.

### پرتودرمانی
پرتودرمانی روشی است برای درمان سرطان که از اشعه ایکس با انرژی بالا یا دیگر انواع پرتوها برای نابودی سلول‌های سرطانی و همچنین جلوگیری از رشد و تکثیر آن‌ها استفاده می‌کند. دو نوع پرتودرمانی وجود دارد که به شرح زیر است:
- پرتودرمانی خارجی از دستگاهی بیرون از بدن برای ارسال پرتو به سمت سرطان استفاده می‌کند.
- پرتودرمانی داخلی از ماده رادیواکتیوی که در سوزن، دانه، سیم یا کاتترهایی که مستقیماً وارد بدن می‌شوند و در نزدیکی سرطان قرار می‌گیرند، استفاده می‌کند.

### شیمی‌درمانی
شیمی‌درمانی یکی از روش‌های درمان سرطان است که از داروها برای متوقف ساختن رشد سلول‌های سرطانی استفاده می‌کند، شیمی‌درمانی این کار را با کشتن سلول‌ها یا با توقف تکثیر آن‌ها انجام می‌دهد. وقتی شیمی‌درمانی از طریق دهان یا تزریق وریدی یا عضلانی انجام می‌شود، داروها وارد جریان خون می‌شوند و می‌توانند از طریق بدن به سلول‌های سرطانی برسند. وقتی شیمی‌درمانی مستقیماً به مایع مغزی نخاعی، اندام یا حفره‌ای از بدن مانند شکم تزریق شود، داروها عمدتاً روی سلول‌های سرطانی واقع در آن ناحیه اثر می‌کنند. برای سرطان مثانه، شیمی‌درمانی ناحیه‌ای ممکن است داخل مثانه‌ای باشد. روشی که شیمی‌درمانی به آن صورت انجام شود به نوع و سطح سرطان بستگی دارد. شیمی‌درمانی ترکیبی درمانی است که در آن از بیش از یک داروی ضد سرطان استفاده می‌شود.

### ایمن درمانی
ایمن درمانی، درمانی است که از سیستم ایمنی بدن بیمار برای مبارزه با سرطان استفاده می‌کند. مواد ساخته‌شده از طریق بدن یا ساخته‌شده در آزمایشگاه برای تقویت یا افزایش سیستم دفاعی بدن  در مقابل سرطان مورد استفاده قرار می‌گیرد. این روش درمانی سرطان را بیوتراپی نیز می‌نامند.
مهارکننده‌های PD-1، نوعی از ایمن درمانی هستند که در درمان سرطان مثانه مورد استفاده قرار می‌گیرند. PD-1 پروتئینی است که روی سطح سلول‌های T قرار دارد که باعث می‌شود بدن پاسخ‌های ایمنی مناسبی را از خود نشان دهد. وقتی PD-1 روی سلول سرطانی به پروتئین دیگری به نام PDL-1 می‌چسبد، مانع سلول T از کشتن سلول سرطانی می‌شود. سرطان مثانه ممکن است با ایمن درمانی درون مثانه‌ای که به آن BCG می‌گویند نیز درمان شود. BCG جایگزینی است برای درمان سرطان مثانه با استفاده از کاتتر.

## غربالگری
در بیمارانی که سابقهٔ ابتلا به سرطان مثانه را داشته‌اند، دو نوع آزمایش غربالگری می‌تواند انجام شود:
سیستوسکوپی (Cystoscopy): روشی است برای معاینهٔ داخل مثانه و پیشابراه به‌منظور بررسی نواحی غیرطبیعی. سیستوسکوپ (لوله‌ای باریک و نورانی) را از طریق پیشابراه به درون مثانه می‌فرستند و ممکن است مقداری از بافت‌ها را برای آزمایش بردارند.
یاخته‌شناسی ادرار (Urine Cytology): عبارت است از معاینهٔ ادرار زیر میکروسکوپ برای بررسی سلول‌های غیرطبیعی.